# Blanzaguet-Saint-Cybard
Pour les articles homonymes, voir Blanzaguet.
Blanzaguet-Saint-Cybard est une commune du Sud-Ouest de la France, située dans le département de la Charente (région Nouvelle-Aquitaine).

## Géographie

### Localisation et accès
Blanzaguet-Saint-Cybard est située au sud-est de la Charente et en limite du département de la Dordogne. Elle se trouve à mi-chemin entre Villebois-Lavalette et La Rochebeaucourt.
Elle est située à 24 km au sud-est d'Angoulême, 3,5 km à l'est de Villebois et 5 km à l'ouest de La Rochebeaucourt. Elle est aussi à 24 km de Ribérac, 41 km de Périgueux.
Située à 3,5 km au sud-ouest de la D 939, route d'Angoulême à Périgueux, la commune est traversée par la D 5 d'est en ouest qui va de La Rochebeaucourt à Barbezieux par Villebois et Blanzac, route qui passe entre les bourgs de Blanzaguet et Saint-Cybard.
La D 16 de Montmoreau à Confolens par Villebois et Montbron traverse le nord de la commune au Peyrat. La D 23 de Villebois à Champagne-et-Fontaine (qui arrive de Champniers, Ruelle et Dignac) limite la commune au sud-ouest. Une route communale remonte la vallée du Voultron et relie Blanzaguet à Saint-Cybard.
La gare la plus proche est celle de Montmoreau, à 16 km, desservie par des TER à destination d'Angoulême et de Bordeaux ; celle d'Angoulême est à 25 km. L'aéroport d'Angoulême est à 30 km, celui de Bordeaux-Mérignac à 106 km.

### Communes limitrophes

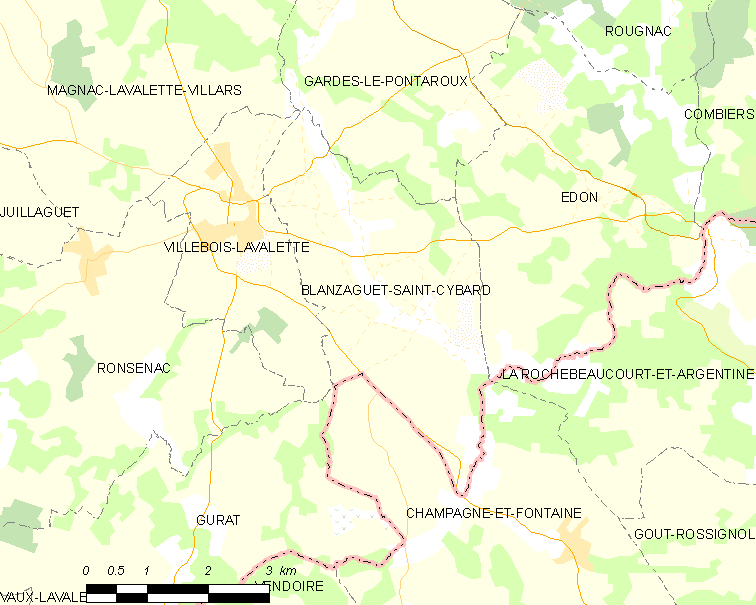
Carte de Blanzaguet-Saint-Cybard et des communes avoisinantes.

Blanzaguet-Saint-Cybard est limitrophe de sept autres communes, dont deux dans le département de la Dordogne (Champagne-et-Fontaine et La Rochebeaucourt-et-Argentine), et trois par des quadripoints (La Rochebeaucourt-et-Argentine (lieu-dit gué de Pompeigne) au sud-est, Magnac-Lavalette-Villars (lieu-dit Moulin Redeuil) au nord-ouest, et Gurat (lieu-dit les Quatre Croix) au sud-ouest.
| Magnac-Lavalette-Villars (par un quadripoint) | Gardes-le-Pontaroux              |                                                               |
| Villebois-Lavalette                           | Blanzaguet-Saint-Cybard          | Édon                                                          |
| Gurat (par un quadripoint)                    | Champagne-et-Fontaine (Dordogne) | La Rochebeaucourt-et-Argentine (par un quadripoint, Dordogne) |

### Géologie et relief

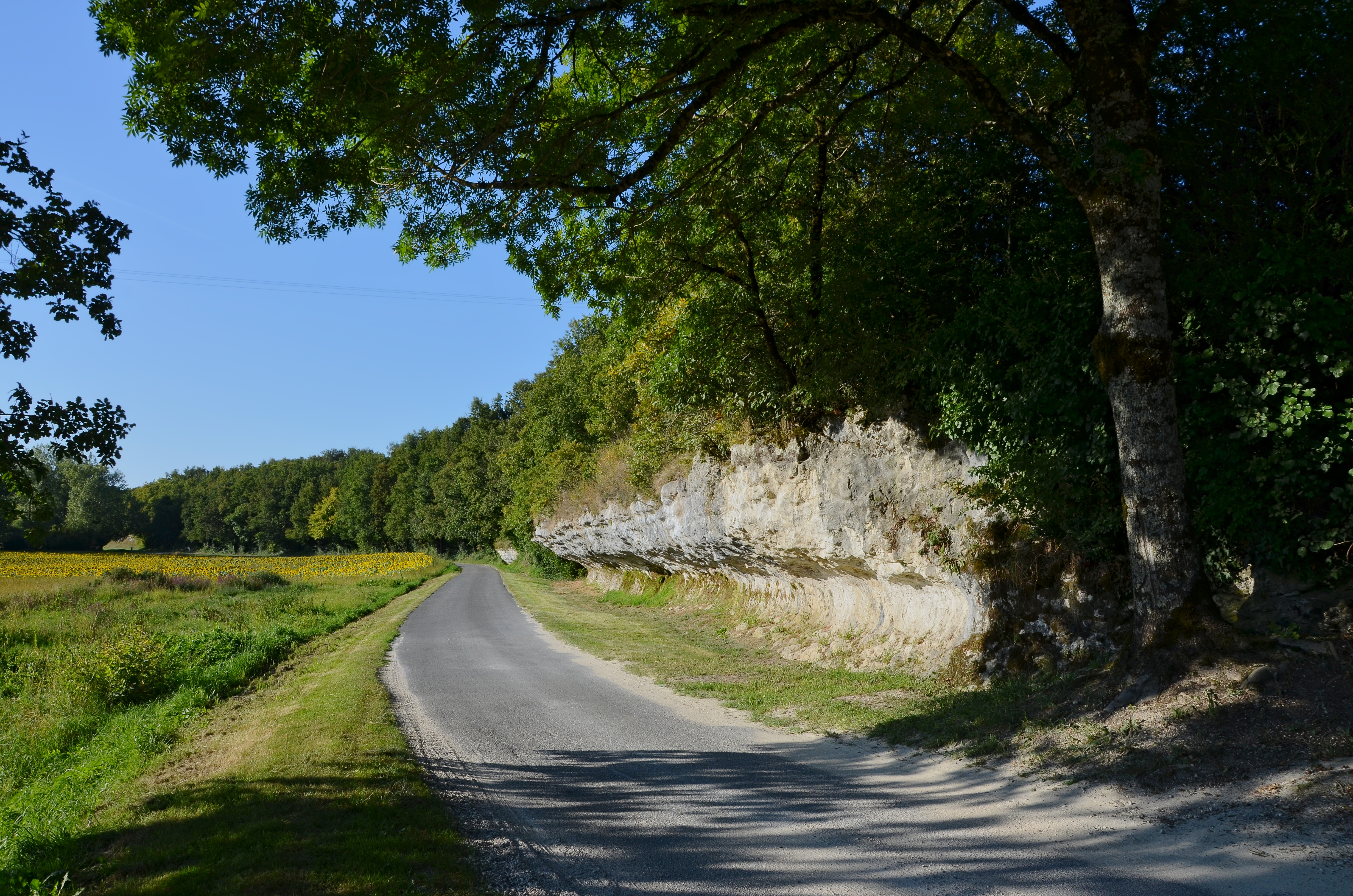
Corniches calcaires à la Challerie, vallée du Voultron.

La commune occupe un plateau calcaire datant du Crétacé, composé de Coniacien en grande partie et quelques zones de Santonien, en bordure sud-ouest et au nord-est.
La vallée du Voultron offre des petites corniches calcaires du Coniacien moyen.
Au nord-est de la commune (Maine du Bost), on trouve une zone couverte par des dépôts du Quaternaire, sous forme de sables argileux. La vallée du Voultron est occupée par des alluvions récentes, et ses combes affluentes par des colluvions,,.
Le relief de la commune est celui d'un plateau d'une altitude moyenne de 130 m, traversé du nord au sud par la vallée du Voultron et bordé au sud par celle de la Lizonne. Le point culminant de la commune est à une altitude de 164 m, situé à l'est de Saint-Cybard près de Maine du Bost. Le point le plus bas est à 82 m, situé le long de la Lizonne en limite sud près du Pas de Fontaine. Le bourg de Blanzaguet, construit au bord du Voultron, est à environ 100 m d'altitude. Celui de Saint-Cybard, construit aussi au bord de la vallée mais plus en hauteur et en amont, est à la même altitude.

### Hydrographie

#### Réseau hydrographique
La commune est située dans le bassin de la Dordogne, comme une partie du Sud Charente, au sein  du Bassin Adour-Garonne. Elle est drainée par la Lizonne, un bras de la Lizonne, l'Espérande et le Voultron, qui constituent un réseau hydrographique de 8 km de longueur totale,.
Long de 12,93 km, le Voultron prend sa source à Rougnac, traverse le territoire communal du nord au sud, et conflue avec la Lizonne à Blanzaguet-Saint-Cybard, après avoir traversé 4 communes.
Le ruisseau intermittent de l'Espérande qui descend de Gardes se jette dans le Voultron en rive gauche entre le Peyrat et Saint-Cybard.
La Lizonne, appelée Nizonne dans sa partie amont, d'une longueur totale de 60,49 km, prend sa source dans la commune du Sceau-Saint-Angel et se jette  dans la Dronne à Bourg-du-Bost, après avoir traversé 21 communes et arrosé le sud de la commune.

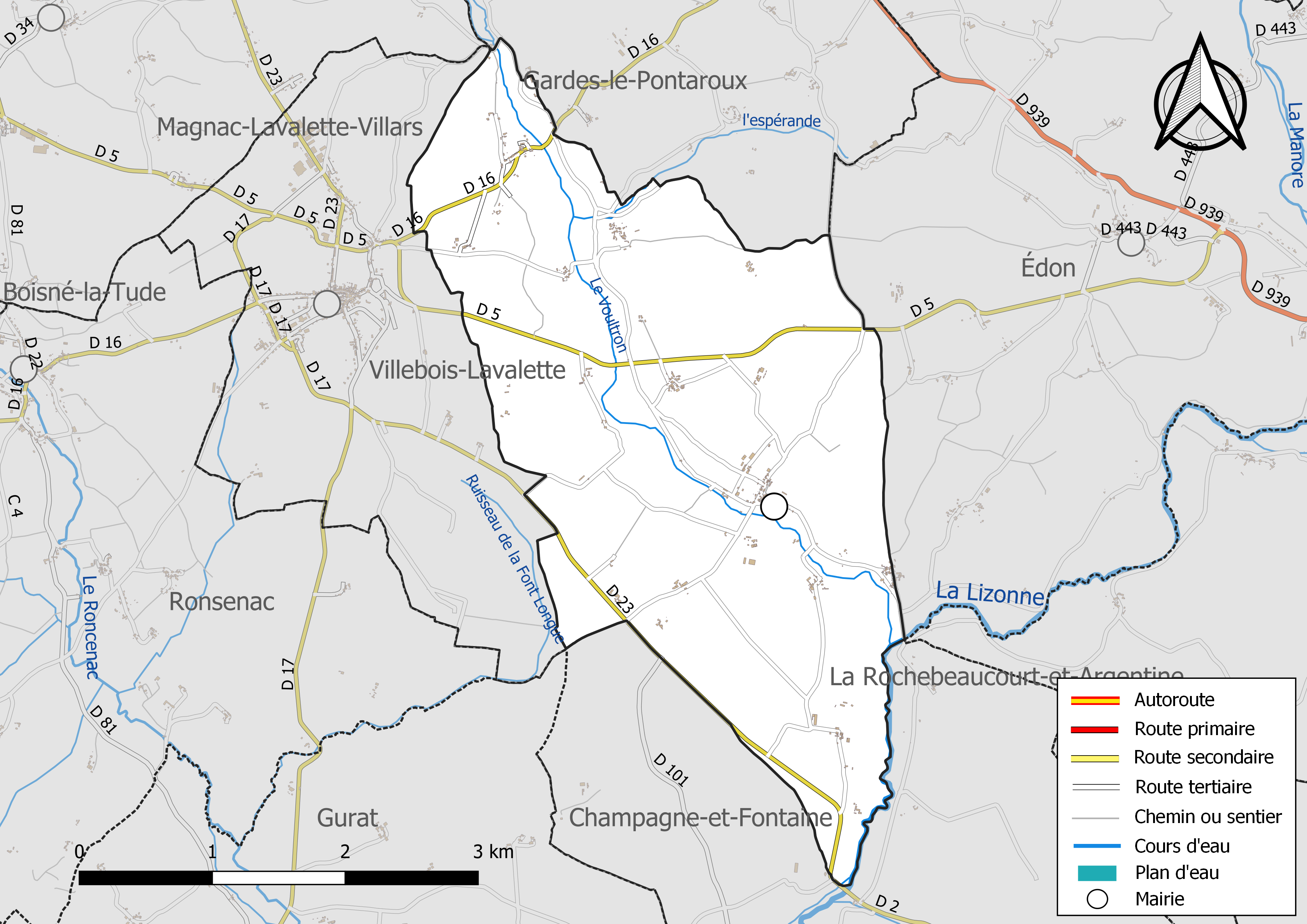
Réseaux hydrographique et routier de Blanzaguet-Saint-Cybard.
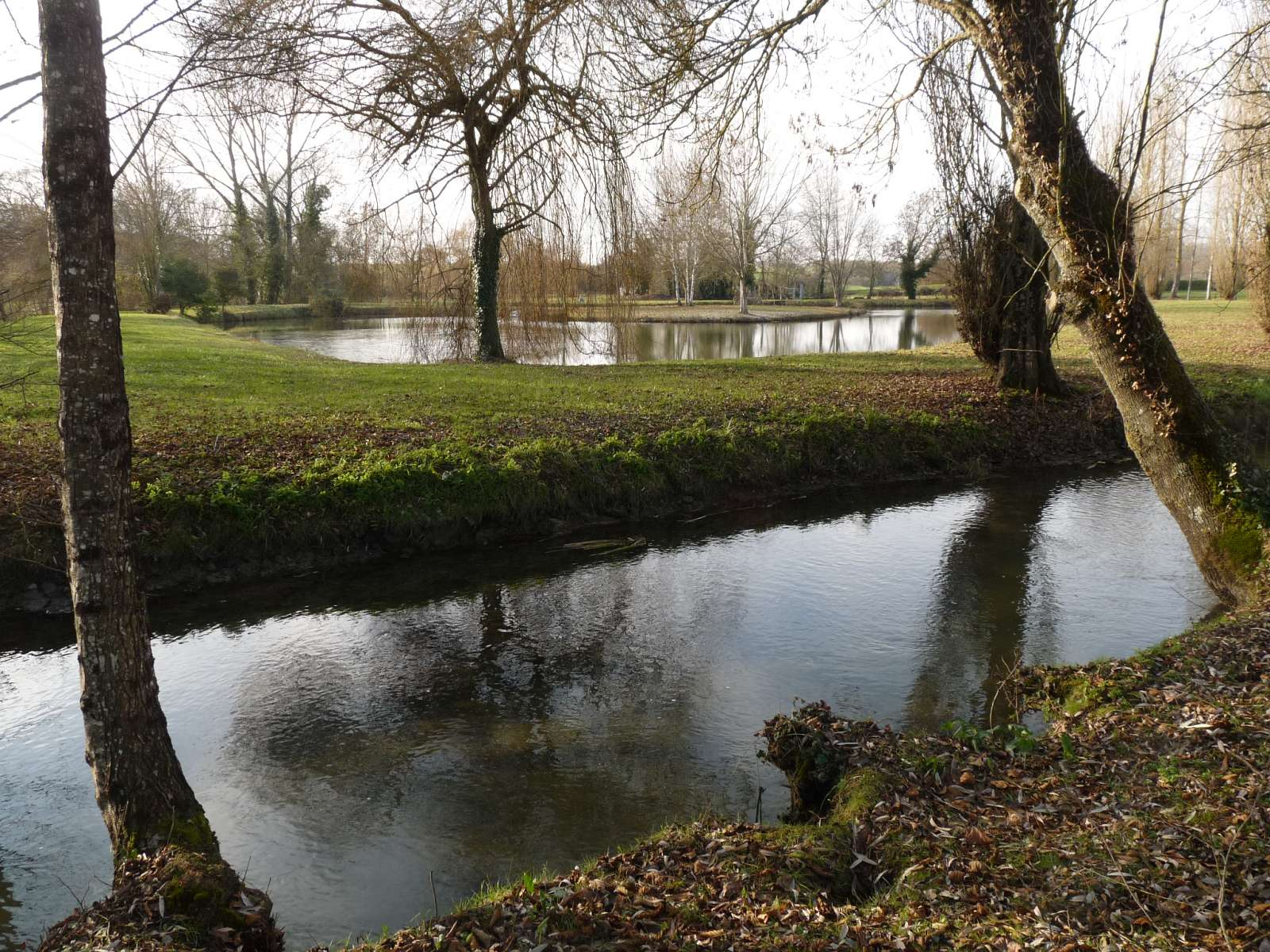
Le Voultron au parc-arboretum du château-mairie de Blanzaguet.

#### Gestion des cours d'eau
Le territoire communal est couvert par le schéma d'aménagement et de gestion des eaux (SAGE) « Isle - Dronne ». Ce document de planification, dont le territoire regroupe les bassins versants de l'Isle et de la Dronne, d'une superficie de 7 500 km2, a été approuvé le 2 août 2021. La structure porteuse de l'élaboration et de la mise en œuvre est l'établissement public territorial de bassin de la Dordogne (EPIDOR). Il définit sur son territoire les objectifs généraux d’utilisation, de mise en valeur et de protection quantitative et qualitative des ressources en eau superficielle et souterraine, en respect des objectifs de qualité définis dans le troisième SDAGE  du Bassin Adour-Garonne qui couvre la période 2022-2027, approuvé le 10 mars 2022.

### Climat
Comme dans les trois quarts sud et ouest du département, le climat est océanique aquitain.

### Milieux naturels et biodiversité

#### ZNIEFF
Selon l'Inventaire national du patrimoine naturel (INPN), le site « Marais alcalins de la vallée de la Nizonne » concerne la commune de Blanzaguet-Saint-Cybard. Dans les faits, les communes du département de la Charente mentionnées par la fiche ne font que tangenter cette zone naturelle d'intérêt écologique, faunistique et floristique (ZNIEFF), intégralement comprise dans le département de la Dordogne, comme le montre la carte du site. Ces communes de Charente, dont Blanzaguet-Saint-Cybard, sont traitées dans une autre ZNIEFF décrite ci-dessous.
À Blanzaguet-Saint-Cybard, la vallée de la Nizonne fait partie de la ZNIEFF de type II nommée « Vallées de la Nizonne, de la Tude et de la Dronne en Poitou-Charentes »,.
Vingt-deux espèces déterminantes d'animaux y ont été répertoriées :
- un amphibien : la Rainette verte (Hyla arborea) ;
- un crustacé, l'Écrevisse à pattes blanches (Austropotamobius pallipes) ;
- cinq insectes dont trois lépidoptères : l'Azuré de la sanguisorbe (Phengaris teleius), le Cuivré des marais (Lycaena dispar) et le Fadet des laîches (Coenonympha oedippus) et deux odonates : l'Agrion de Mercure (Coenagrion mercuriale) et la Cordulie à corps fin (Oxygastra curtisii) ;
- sept mammifères : la Loutre d'Europe (Lutra lutra) et le Vison d'Europe (Mustela lutreola), ainsi que cinq chauves-souris : le Murin à moustaches (Myotis mystacinus), l'Oreillard roux (Plecotus auritus), la Pipistrelle de Kuhl (Pipistrellus kuhlii), le Petit rhinolophe (Rhinolophus hipposideros) et la Sérotine commune (Eptesicus serotinus) ;
- quatre oiseaux : l'Alouette lulu (Lullula arborea), le Martin-pêcheur d'Europe (Alcedo atthis), le Milan noir (Milvus migrans) et le Tarier des prés (Saxicola rubetra) ;
- trois poissons : le Chabot commun (Cottus gobio), la Lamproie de Planer (Lampetra  planeri) et le Toxostome (Parachondrostoma toxostoma) ;
- un reptile : la Cistude (Emys orbicularis).

Vingt-neuf autres espèces animales (quatre mammifères et vingt-cinq oiseaux) y ont été recensées.

#### Natura 2000
Dans leur traversée de la commune, la Lizonne et sa vallée font partie d'une zone du réseau Natura 2000 « Vallée de la Nizonne » avec vingt espèces animales inscrites à l'annexe II de la directive 92/43/CEE de l'Union européenne :
- sept insectes : l'Agrion de Mercure (Coenagrion mercuriale), l'Azuré de la sanguisorbe (Phengaris teleius), la Cordulie à corps fin (Oxygastra curtisii), le Cuivré des marais (Lycaena dispar), le Damier de la succise (Euphydryas aurinia), le Fadet des laîches (Coenonympha oedippus) et le Gomphe de Graslin (Gomphus graslinii) ;
- dix mammifères : la Loutre d'Europe (Lutra lutra), le Vison d'Europe (Mustela lutreola), et huit chauves-souris : la Barbastelle d'Europe (Barbastella barbastellus), le Grand murin (Myotis myotis), le Grand rhinolophe (Rhinolophus ferrumequinum), le Minioptère de Schreibers (Miniopterus schreibersii), le Murin à oreilles échancrées (Myotis emarginatus), le Murin de Bechstein (Myotis bechsteinii), le Petit murin (Myotis blythii) et le Petit rhinolophe (Rhinolophus hipposideros) ;
- deux poissons : le Chabot fluviatile (Cottus perifretum) et la Lamproie de Planer (Lampetra  planeri) ;
- un reptile : la Cistude (Emys orbicularis).

## Urbanisme

### Typologie
Au 1er janvier 2024, Blanzaguet-Saint-Cybard est catégorisée commune rurale à habitat dispersé, selon la nouvelle grille communale de densité à 7 niveaux définie par l'Insee en 2022.
Elle est située hors unité urbaine et hors attraction des villes,.

### Occupation des sols
L'occupation des sols de la commune, telle qu'elle ressort de la base de données européenne d’occupation biophysique des sols Corine Land Cover (CLC), est marquée par l'importance des territoires agricoles (92,9 % en 2018), une proportion sensiblement équivalente à celle de 1990 (92,7 %). La répartition détaillée en 2018 est la suivante : 
terres arables (70,9 %), prairies (15,7 %), forêts (7,1 %), zones agricoles hétérogènes (6,4 %). L'évolution de l’occupation des sols de la commune et de ses infrastructures peut être observée sur les différentes représentations cartographiques du territoire : la carte de Cassini (XVIIIe siècle), la carte d'état-major (1820-1866) et les cartes ou photos aériennes de l'IGN pour la période actuelle (1950 à aujourd'hui).

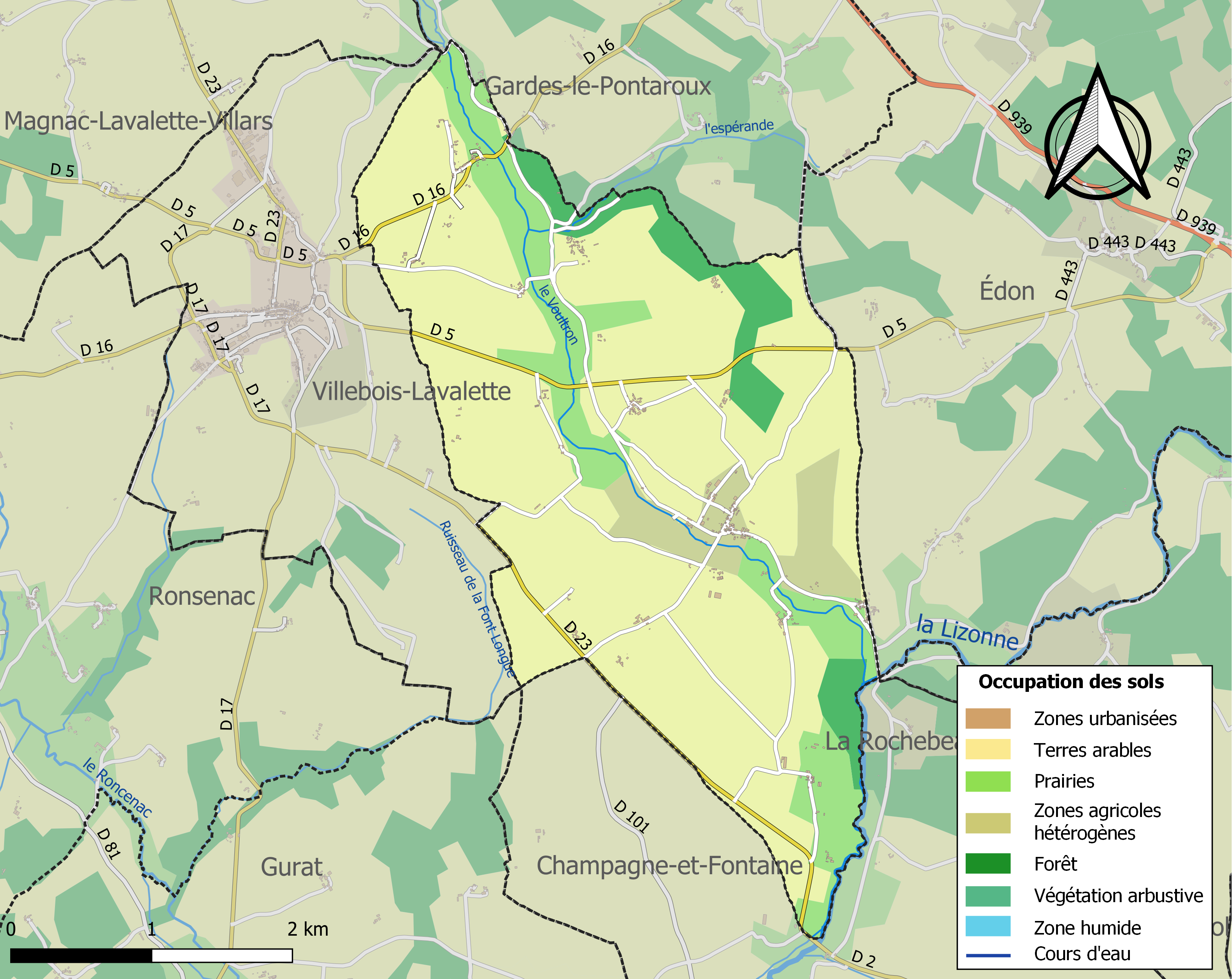
Carte des infrastructures et de l'occupation des sols de la commune en 2018 (CLC).

### Hameaux et lieux-dits
Le bourg de Blanzaguet est situé au sud de la commune alors que celui de Saint-Cybard est situé plus au nord, sur la rive droite du Voultron.
La commune comporte de nombreux petits hameaux ou fermes : le Peyrat, le Mas, la Ville, la Grange du Tillet, le Vivier, Chauzier, la Grande Dénerie, etc..

### Risques majeurs
Le territoire de la commune de Blanzaguet-Saint-Cybard est vulnérable à différents aléas naturels : météorologiques (tempête, orage, neige, grand froid, canicule ou sécheresse), inondations et séisme (sismicité faible). Il est également exposé à un risque technologique,  le transport de matières dangereuses. Un site publié par le BRGM permet d'évaluer simplement et rapidement les risques d'un bien localisé soit par son adresse soit par le numéro de sa parcelle.

#### Risques naturels
Certaines parties du territoire communal sont susceptibles d’être affectées par le risque d’inondation par ruissellement et coulée de boue, notamment la Lizonne. La commune a été reconnue en état de catastrophe naturelle au titre des dommages causés par les inondations et coulées de boue survenues en 1982, 1983 et 1999,.

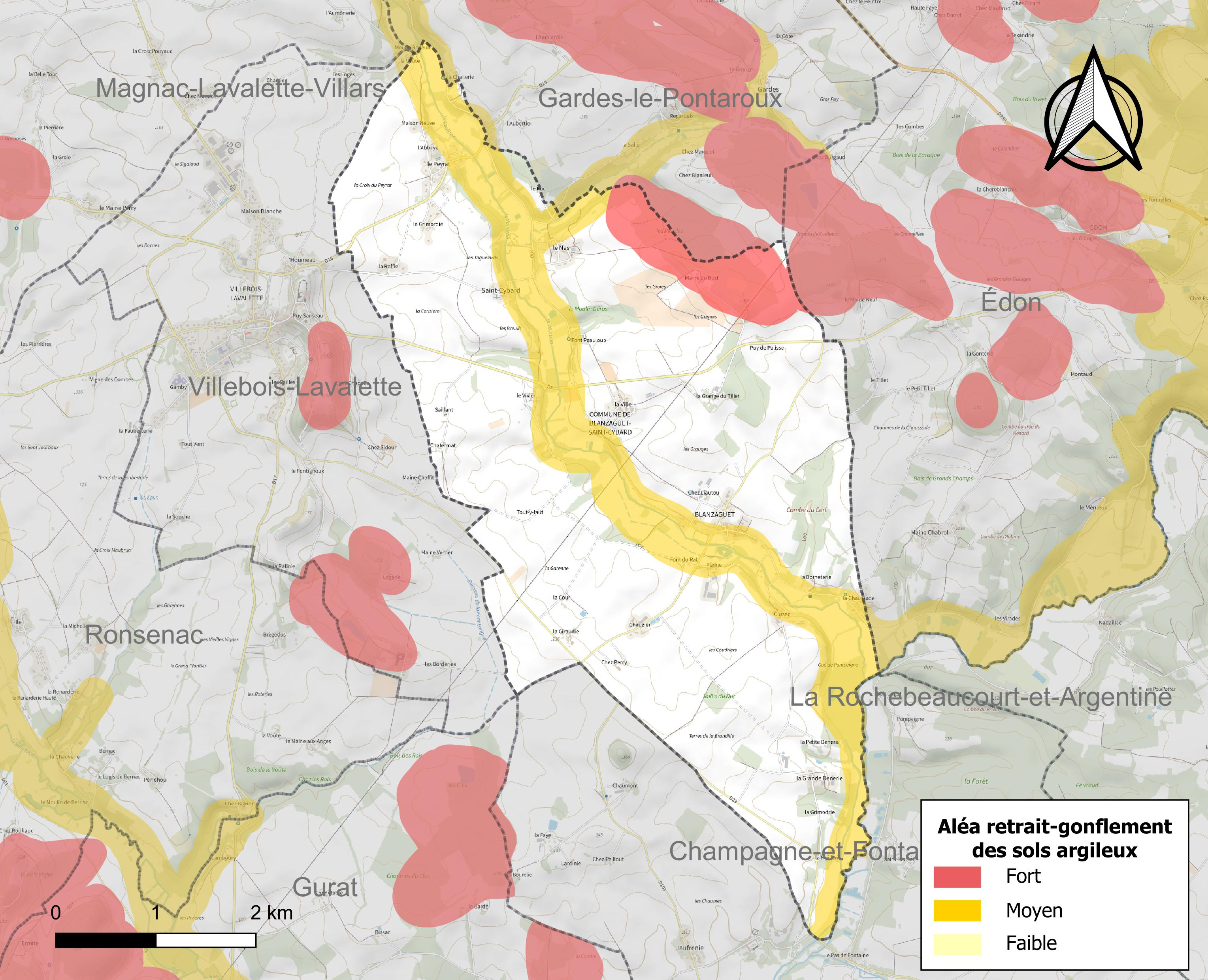
Carte des zones d'aléa retrait-gonflement des sols argileux de Blanzaguet-Saint-Cybard.

Le retrait-gonflement des sols argileux est susceptible d'engendrer des dommages importants aux bâtiments en cas d’alternance de périodes de sécheresse et de pluie. 25,7 % de la superficie communale est en aléa moyen ou fort (67,4 % au niveau départemental et 48,5 % au niveau national). Sur les 150 bâtiments dénombrés sur la commune en 2019,  54 sont en aléa moyen ou fort, soit 36 %, à comparer aux 81 % au niveau départemental et 54 % au niveau national. Une cartographie de l'exposition du territoire national au retrait gonflement des sols argileux est disponible sur le site du BRGM,.
Par ailleurs, afin de mieux appréhender le risque d’affaissement de terrain, l'inventaire national des cavités souterraines permet de localiser celles situées sur la commune.
Concernant les mouvements de terrains, la commune a été reconnue en état de catastrophe naturelle au titre des dommages causés par des mouvements de terrain en 1999.

#### Risques technologiques
Le risque de transport de matières dangereuses sur la commune est lié à sa traversée par une ou des infrastructures routières ou ferroviaires importantes ou la présence d'une canalisation de transport d'hydrocarbures. Un accident se produisant sur de telles infrastructures est susceptible d’avoir des effets graves sur les biens, les personnes ou l'environnement, selon la nature du matériau transporté. Des dispositions d’urbanisme peuvent être préconisées en conséquence.

## Toponymie
Une forme ancienne est Blanzagueto en 1275.
Le nom de Blanzaguet signifie « le petit Blanzac », le suffixe -et marquant le diminutif en occitan.
Blanzaguet-Saint-Cybard est situé dans la partie occitane de la Charente qui en occupe le tiers oriental, et se nomme aussi Blanzaguet en dialecte limousin.

## Histoire

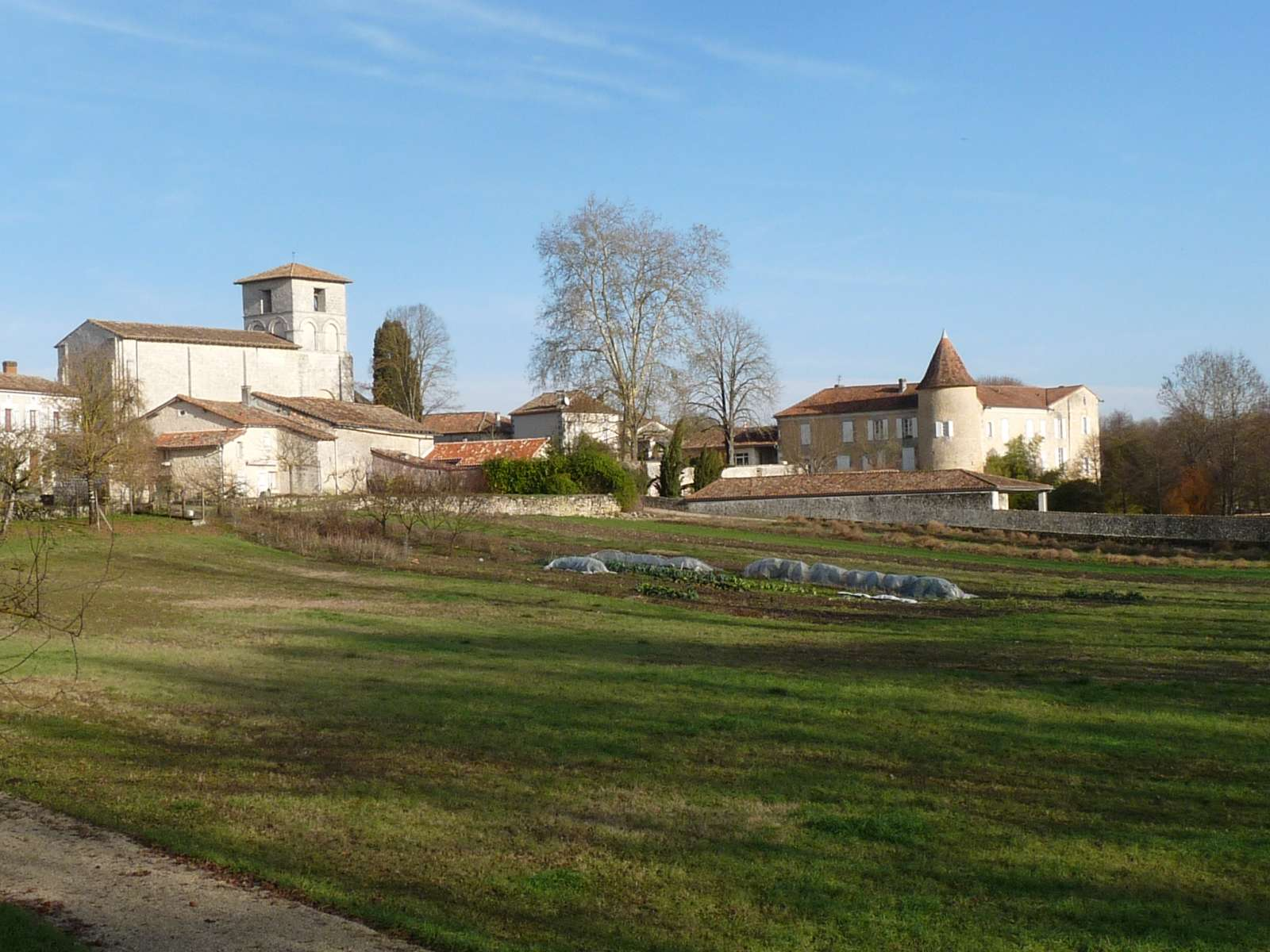
L'église et le château de Blanzaguet.

Au Moyen Âge, l'histoire de la commune est principalement celle de son château. Blanzaguet a été le fief de la famille Poitevin, puis de celle de Galard de Béarn jusqu'en 1757.
La commune actuelle est formée de la réunion de trois villages ; d'abord les deux  paroisses de Saint-Cybard et Le Peyrat en 1790 pour former la commune de Saint-Cybard-Le Peyrat fusionnée en 1862 avec celle de Blanzaguet pour former la commune de Blanzaguet-Saint-Cybard-Le Peyrat, ultérieurement appelée Blanzaguet-Saint-Cybard.
Pendant la Révolution, la commune de Saint-Cybard-Le Peyrat s'est appelée provisoirement Cibard-Le Peyrat.
Le Peyrat était le siège d'un archiprêtré et d'un prieuré conventuel de l'ordre de Saint-Benoît. Son église romane avait deux coupoles, et son transept avait été voûté en style ogival au XVe siècle.
Au début du XXe siècle, on récoltait encore dans la commune des truffes en quantité relativement importante. La commune comportait alors comme industrie le moulin à cylindres de Périne, sur le Voultron.

## Politique et administration

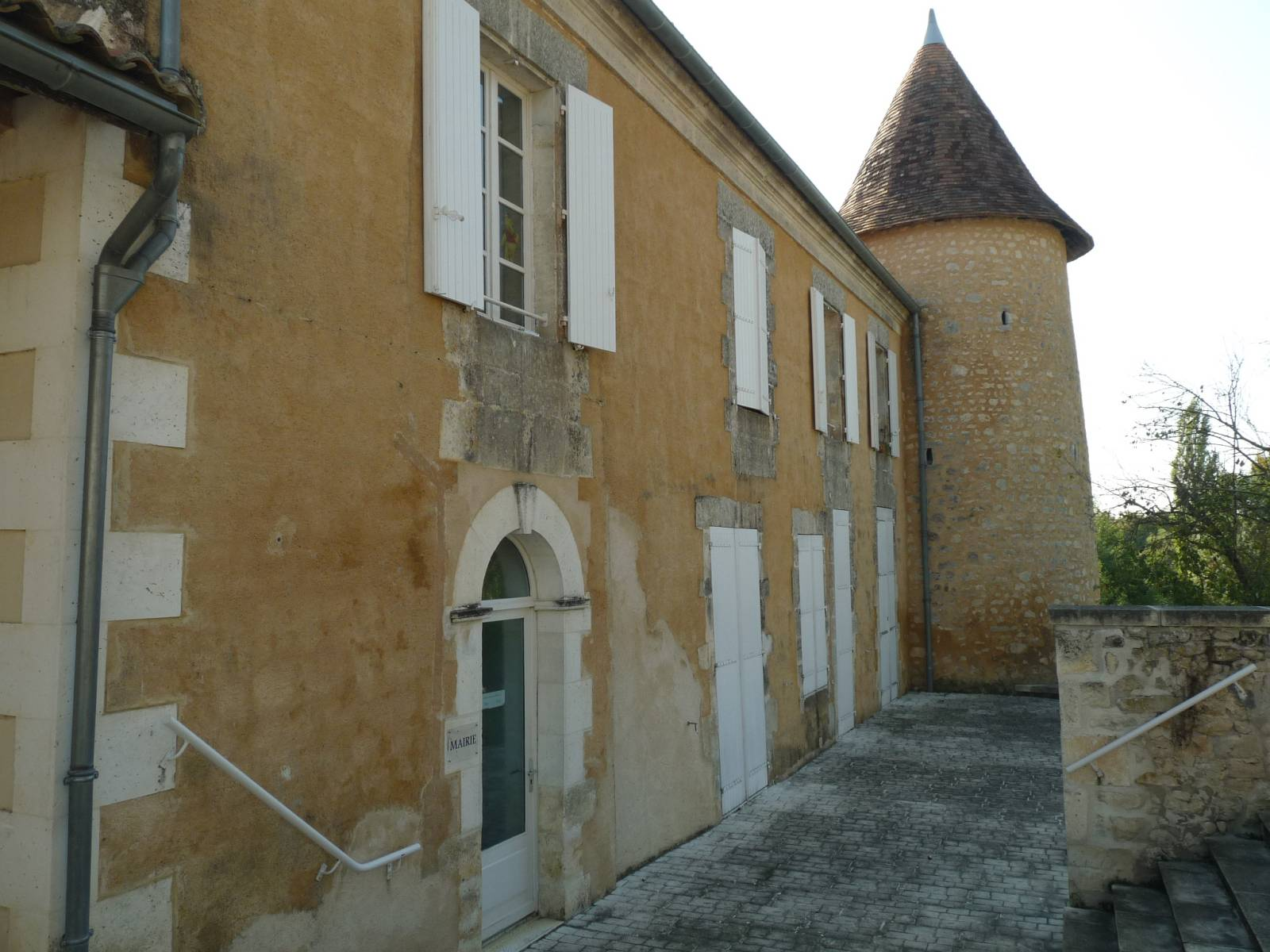
Mairie de Blanzaguet-Saint-Cybard.

| Période                                  | Période   | Identité        | Étiquette | Qualité              |
| ---------------------------------------- | --------- | --------------- | --------- | -------------------- |
| Les données manquantes sont à compléter. |           |                 |           |                      |
|                                          |           |                 |           |                      |
| 1989                                     | mars 2014 | Guy Vautour     | UDF       | Retraité du commerce |
| mars 2014                                | mai 2020  | Sébastien Selin |           | Agriculteur          |
| mai 2020                                 | En cours  | Nathalie Selin  |           | Enseignante          |

## Démographie

### Évolution démographique
L'évolution du nombre d'habitants est connue à travers les recensements de la population effectués dans la commune depuis 1793. Pour les communes de moins de 10 000 habitants, une enquête de recensement portant sur toute la population est réalisée tous les cinq ans, les populations de référence des années intermédiaires étant quant à elles estimées par interpolation ou extrapolation. Pour la commune, le premier recensement exhaustif entrant dans le cadre du nouveau dispositif a été réalisé en 2006.

En 2022, la commune comptait 273 habitants, en évolution de −8,39 % par rapport à 2016 (Charente : −0,48 %, France hors Mayotte : +2,11 %).
| 1793 | 1800 | 1806 | 1821 | 1831 | 1841 | 1846 | 1851 | 1856 |
| ---- | ---- | ---- | ---- | ---- | ---- | ---- | ---- | ---- |
| 347  | 341  | 365  | 355  | 341  | 313  | 329  | 363  | 346  |

| 1861 | 1866 | 1872 | 1876 | 1881 | 1886 | 1891 | 1896 | 1901 |
| ---- | ---- | ---- | ---- | ---- | ---- | ---- | ---- | ---- |
| 577  | 566  | 503  | 499  | 482  | 415  | 441  | 403  | 390  |

| 1906 | 1911 | 1921 | 1926 | 1931 | 1936 | 1946 | 1954 | 1962 |
| ---- | ---- | ---- | ---- | ---- | ---- | ---- | ---- | ---- |
| 419  | 391  | 389  | 362  | 362  | 371  | 362  | 364  | 304  |

| 1968 | 1975 | 1982 | 1990 | 1999 | 2006 | 2011 | 2016 | 2021 |
| ---- | ---- | ---- | ---- | ---- | ---- | ---- | ---- | ---- |
| 280  | 255  | 252  | 223  | 216  | 238  | 264  | 298  | 280  |

| 2022 | - | - | - | - | - | - | - | - |
| ---- | - | - | - | - | - | - | - | - |
| 273  | - | - | - | - | - | - | - | - |

### Pyramide des âges
En 2018, le taux de personnes d'un âge inférieur à 30 ans s'élève à 31,9 %, soit au-dessus de la moyenne départementale (30,2 %). À l'inverse, le taux de personnes d'âge supérieur à 60 ans est de 31,5 % la même année, alors qu'il est de 32,3 % au niveau départemental.
En 2018, la commune comptait 142 hommes pour 152 femmes, soit un taux de 51,7 % de femmes, légèrement supérieur au taux départemental (51,59 %).
Les pyramides des âges de la commune et du département s'établissent comme suit.
| Hommes | Classe d’âge | Femmes |
| ------ | ------------ | ------ |
| 0,7    | 90 ou +      | 1,3    |
| 9,0    | 75-89 ans    | 8,4    |
| 21,5   | 60-74 ans    | 22,1   |
| 22,2   | 45-59 ans    | 14,9   |
| 18,1   | 30-44 ans    | 18,2   |
| 13,2   | 15-29 ans    | 16,2   |
| 15,3   | 0-14 ans     | 18,8   |

| Hommes | Classe d’âge | Femmes |
| ------ | ------------ | ------ |
| 1      | 90 ou +      | 2,7    |
| 9,2    | 75-89 ans    | 12     |
| 20,6   | 60-74 ans    | 21,3   |
| 20,7   | 45-59 ans    | 20,3   |
| 16,8   | 30-44 ans    | 16     |
| 15,6   | 15-29 ans    | 13,4   |
| 16,1   | 0-14 ans     | 14,3   |

### Remarques
Blanzaguet a absorbé Saint-Cybard-le-Peyrat en 1862.

## Économie

### Agriculture
La viticulture occupe une petite partie de l'activité agricole. La commune est située dans les Bons Bois, dans la zone d'appellation d'origine contrôlée du cognac.

## Culture locale et patrimoine

### Lieux et monuments

#### Patrimoine religieux

##### Église Saint-Pierre
L'église paroissiale Saint-Pierre de Blanzaguet date de la seconde moitié du XIIe siècle. Elle est classée monument historique depuis 1920.

##### Église de Saint-Cybard
L'église Saint-Cybard, d'origine romane, était l'église paroissiale de Saint-Cybard d'Ayras (ou d'Eyrat). C'était à l'origine un prieuré-cure dépendant du prieuré conventuel du Peyrat. Sans grand caractère, cet édifice à travée unique possède un clocher-porche en façade. Une plaque commémore près des fonts baptismaux le baptême en 1744 de Pierre-Louis de La Rochefoucauld, né au logis du Vivier non loin de l'église, devenu évêque de Saintes et béatifié en 1926 par le pape Pie IX.

L'église Saint-Cybard
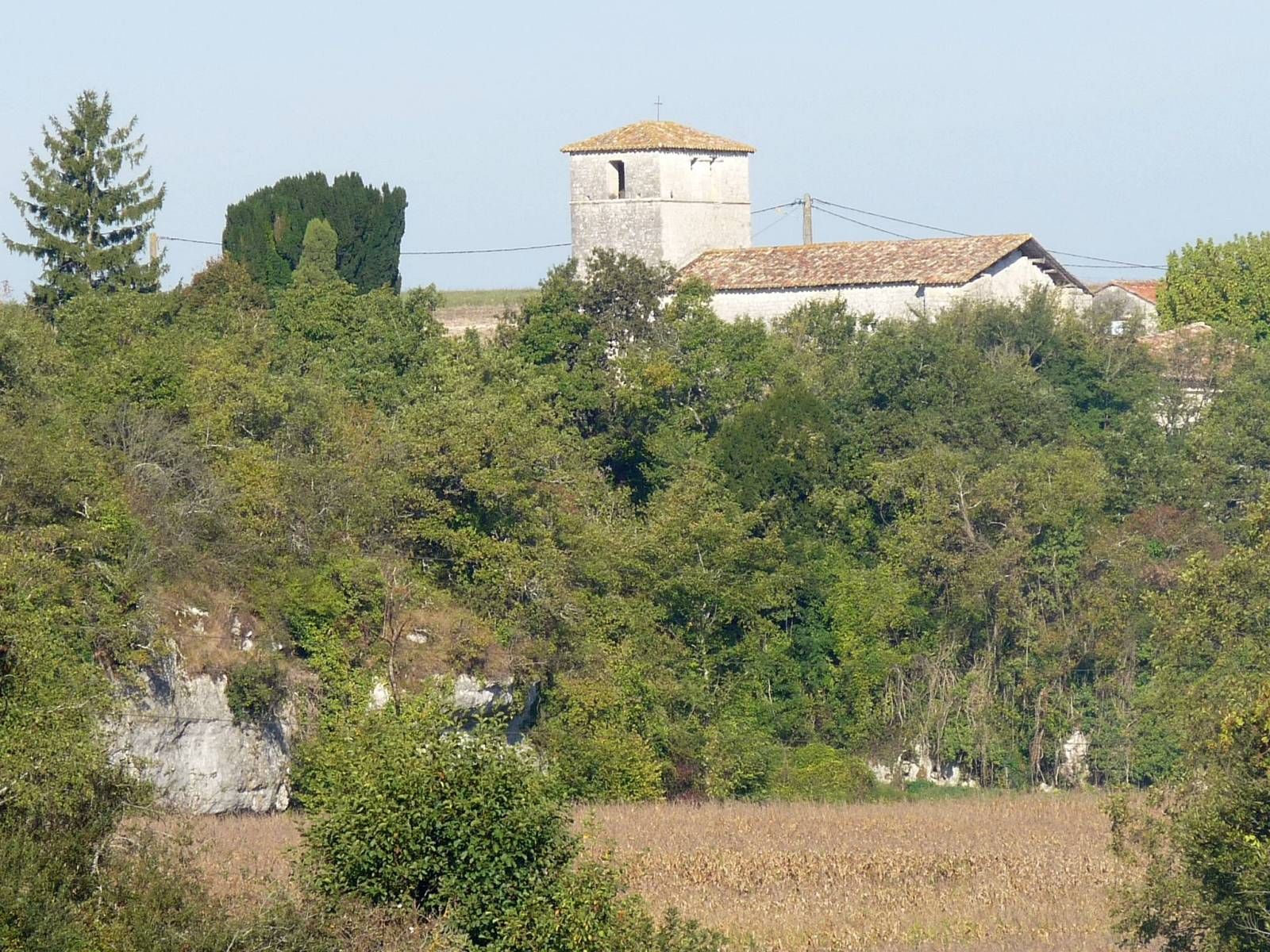
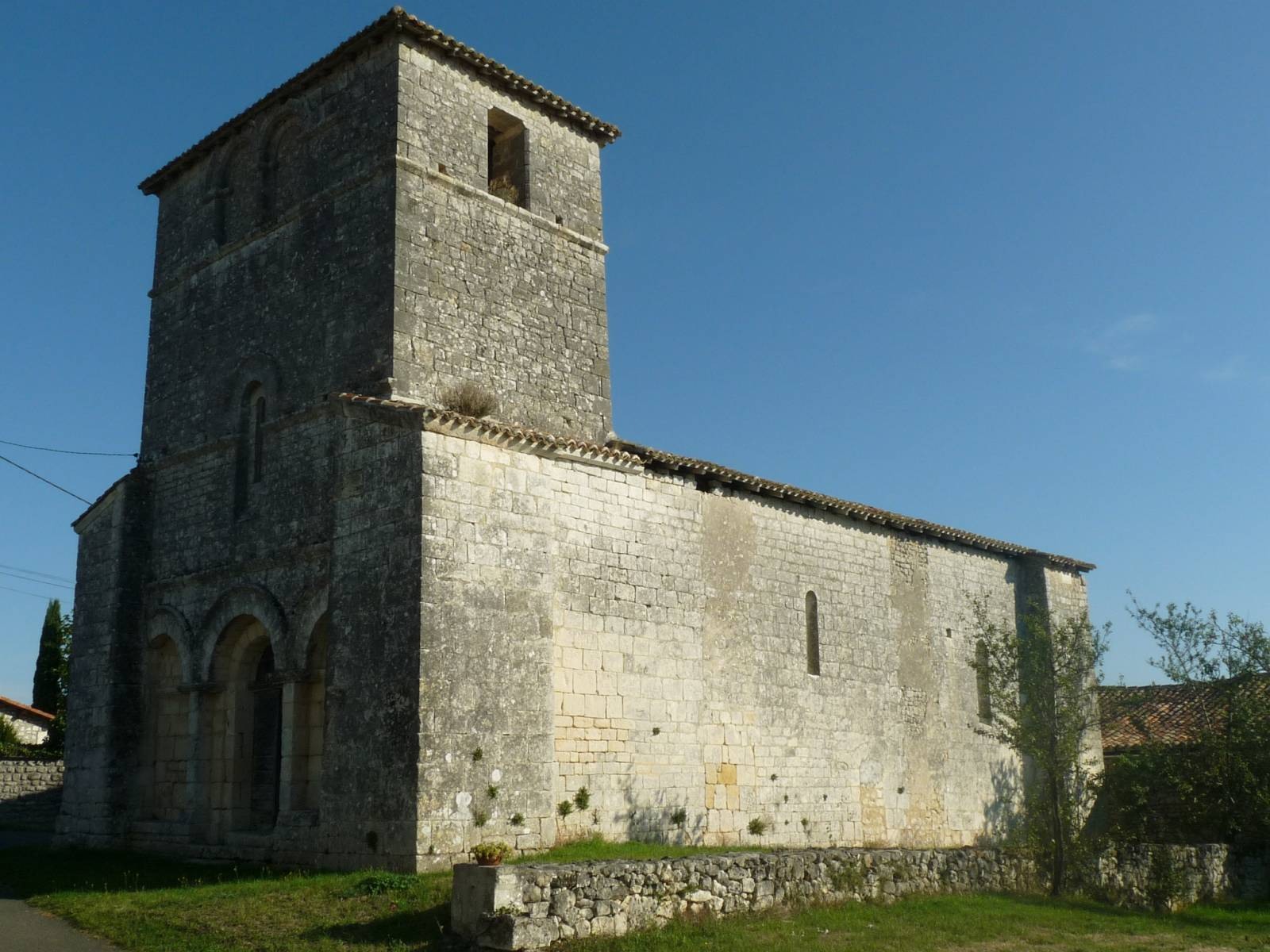
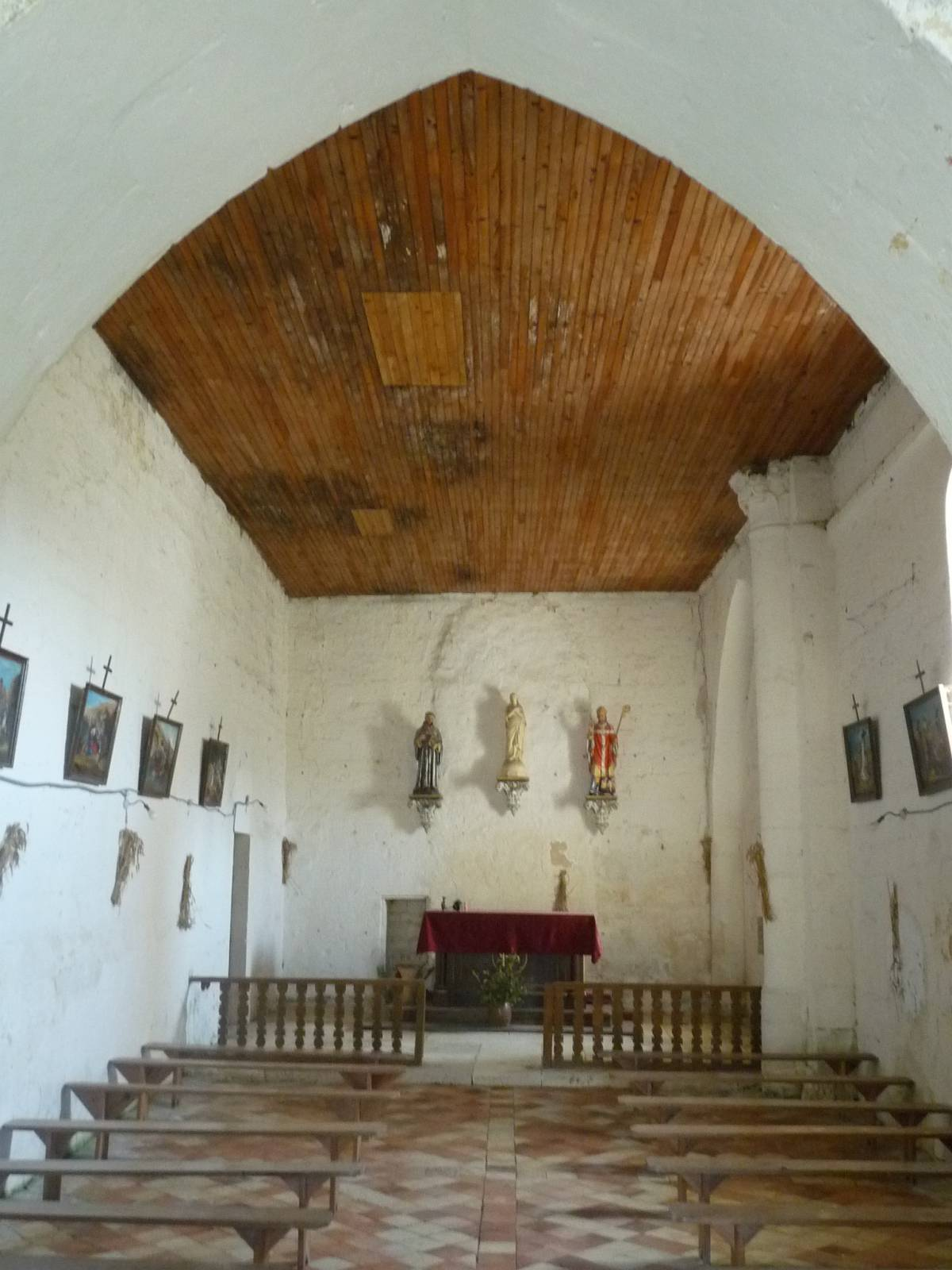

##### Ancien prieuré du Peyrat
Il s'agissait au départ d'un prieuré conventuel fondé et construit en 1065. Le Peyrat devint par la suite une paroisse et l'église Saint-Étienne fut en 1382 le siège d'un archiprêtré, qui était avant cette date situé à l'église Saint-Romain de Villebois. Cette église, aujourd'hui disparue, avait deux coupole et son transept refait au XVe siècle. Elle fut ruinée au XIXe siècle et sa cloche de 1704 transportée à l'église de Villebois-Lavalette. Le prieuré, quant à lui, a été restauré au XXe siècle par son propriétaire, et il en reste le logis actuel situé au lieu-dit « l'Abbaye ». L'église était située entre cet endroit et Maison Neuve.

#### Patrimoine civil

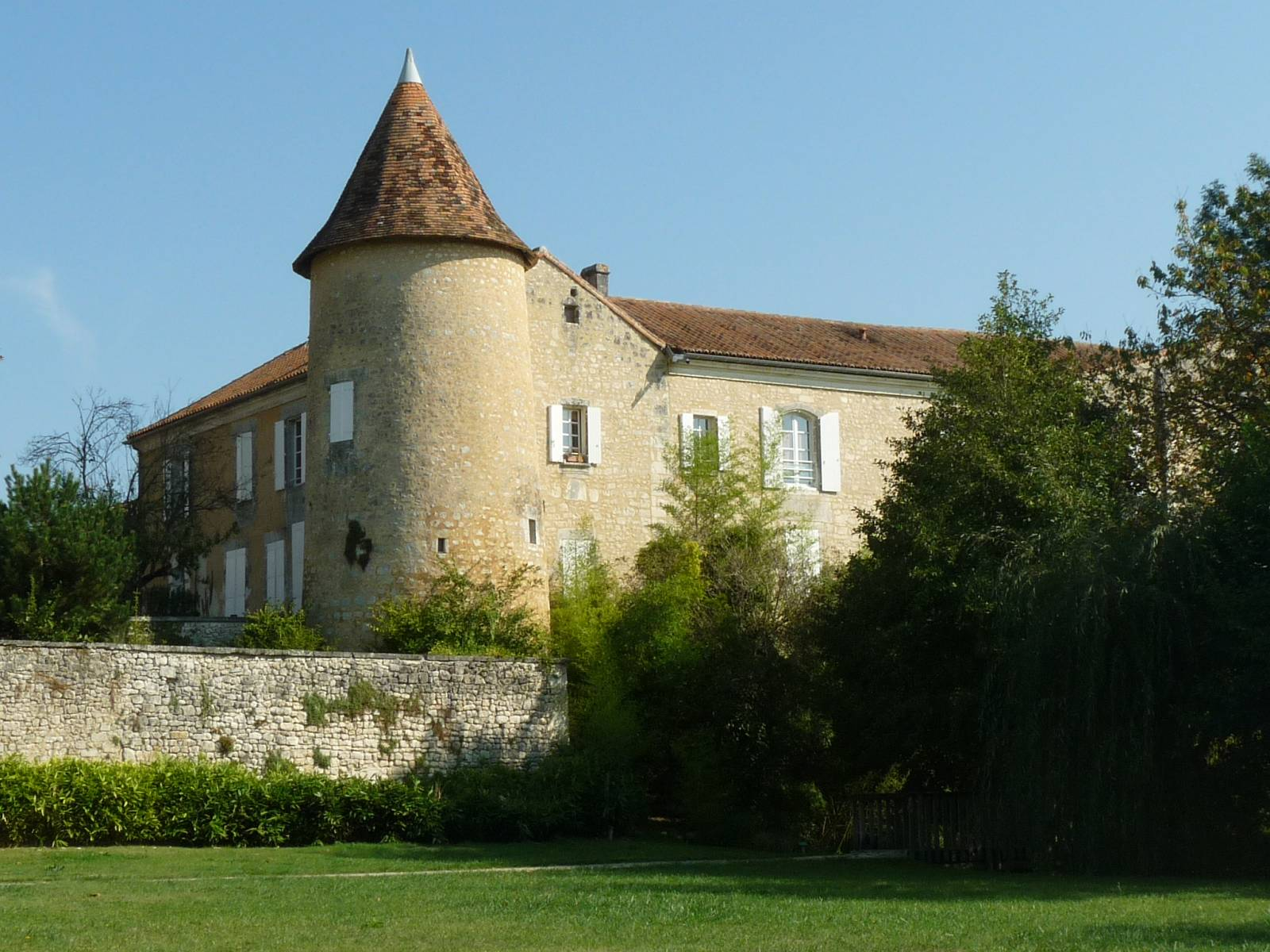
Le château, mairie actuelle.

- Château du XIe siècle, modifié en grande partie par les Galard de Béarn en 1741.

#### Patrimoine environnemental
- Parc arboretum du château, le long du Voultron

Le parc de la mairie
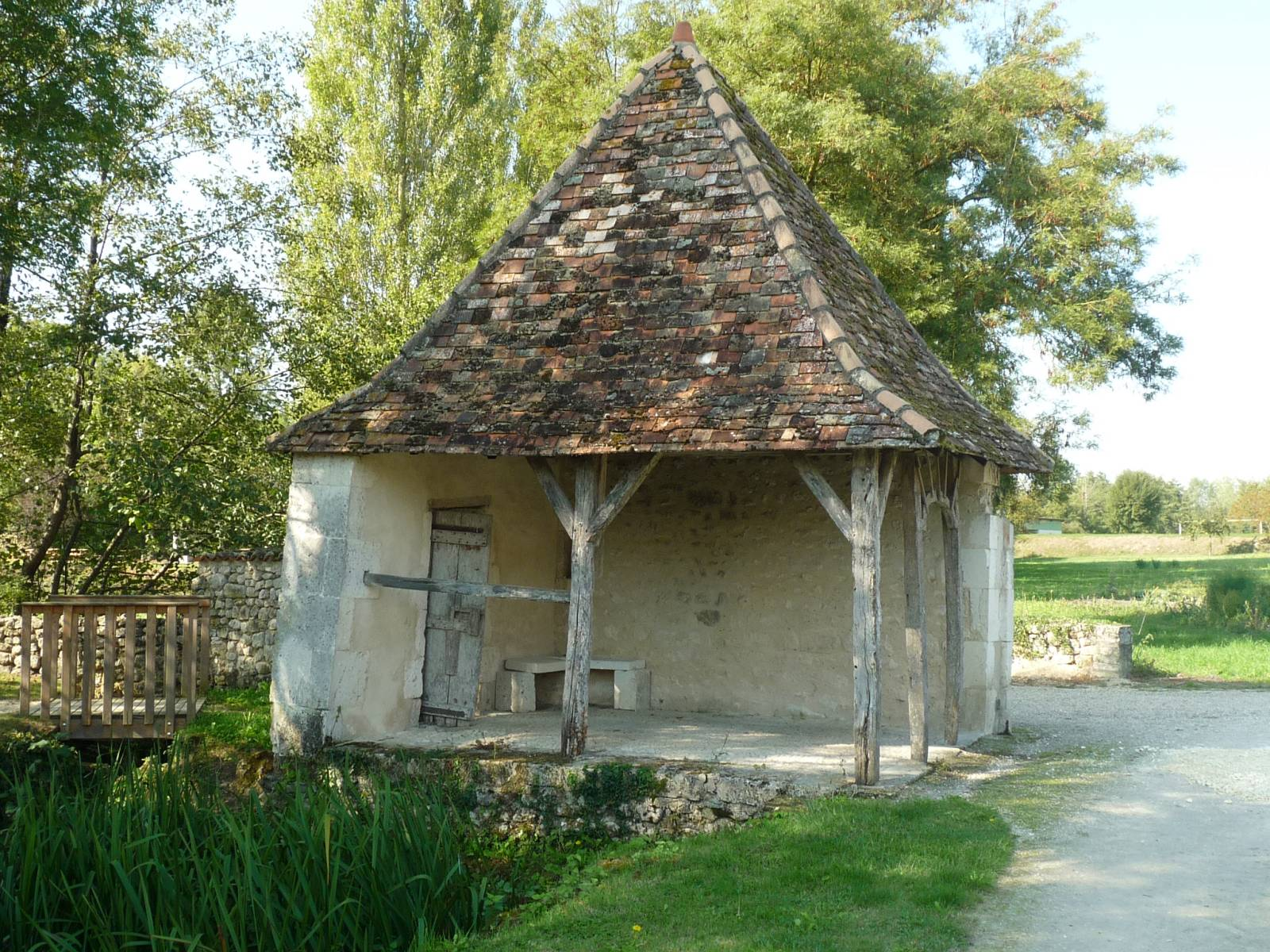
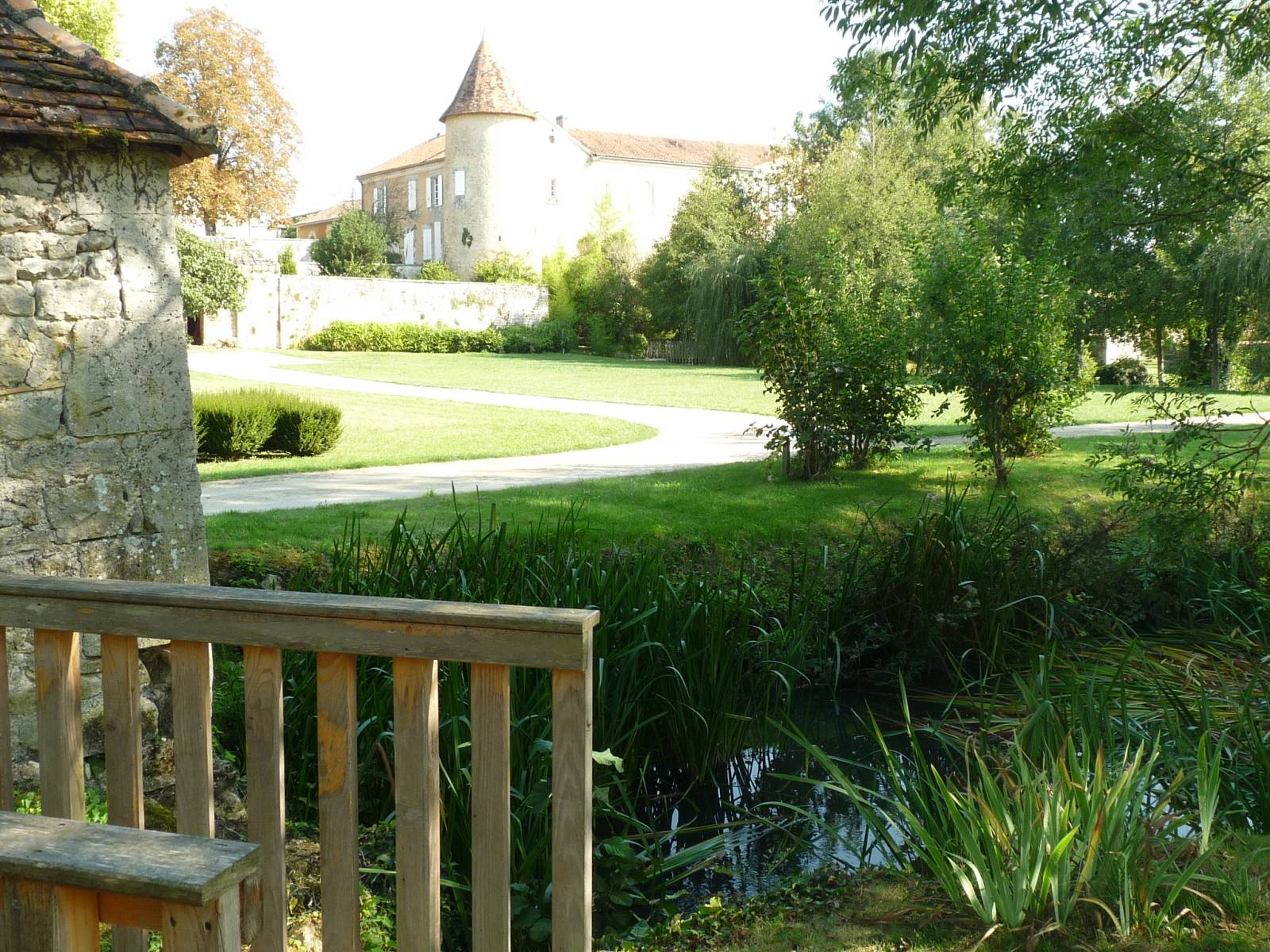
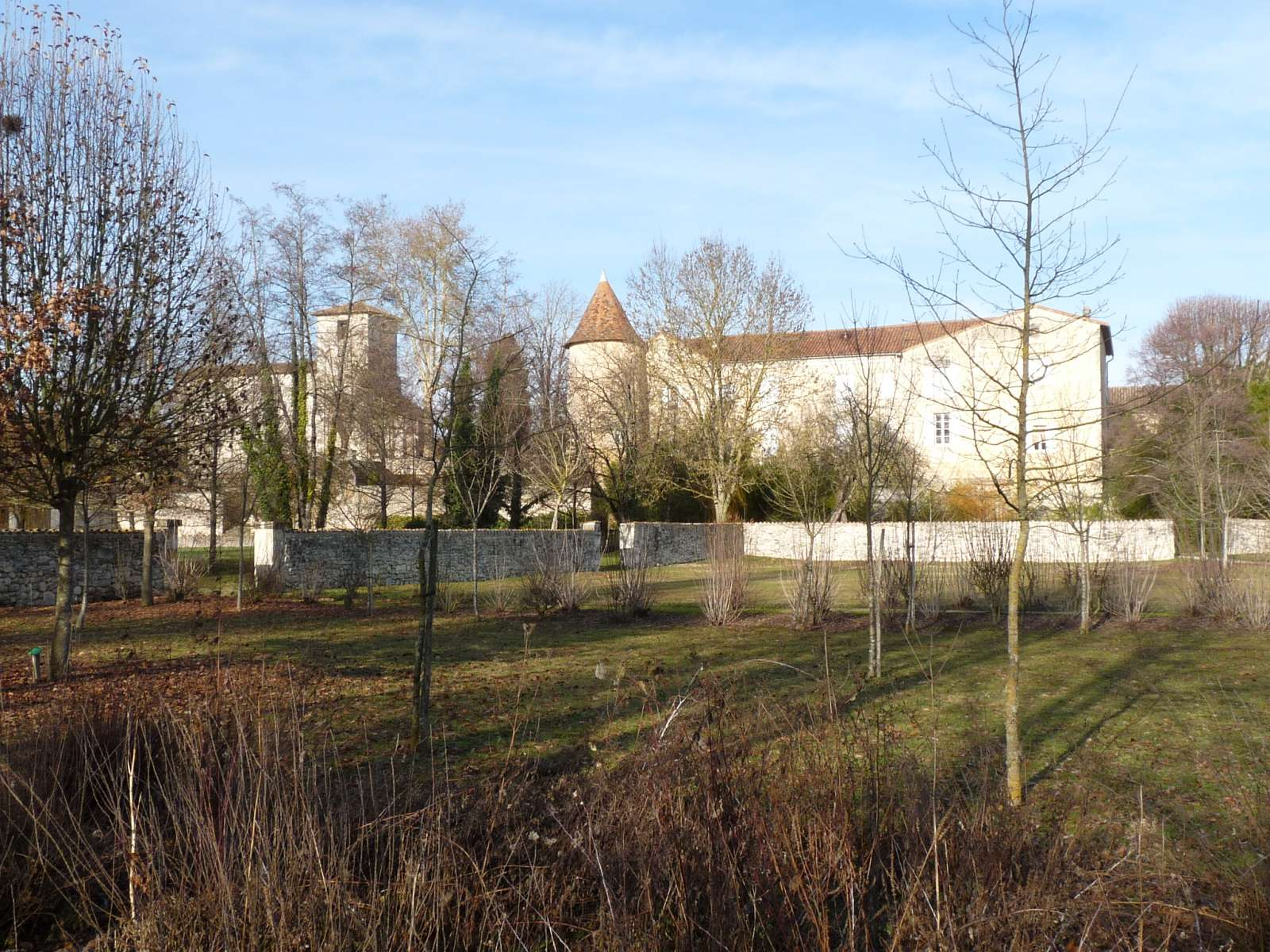
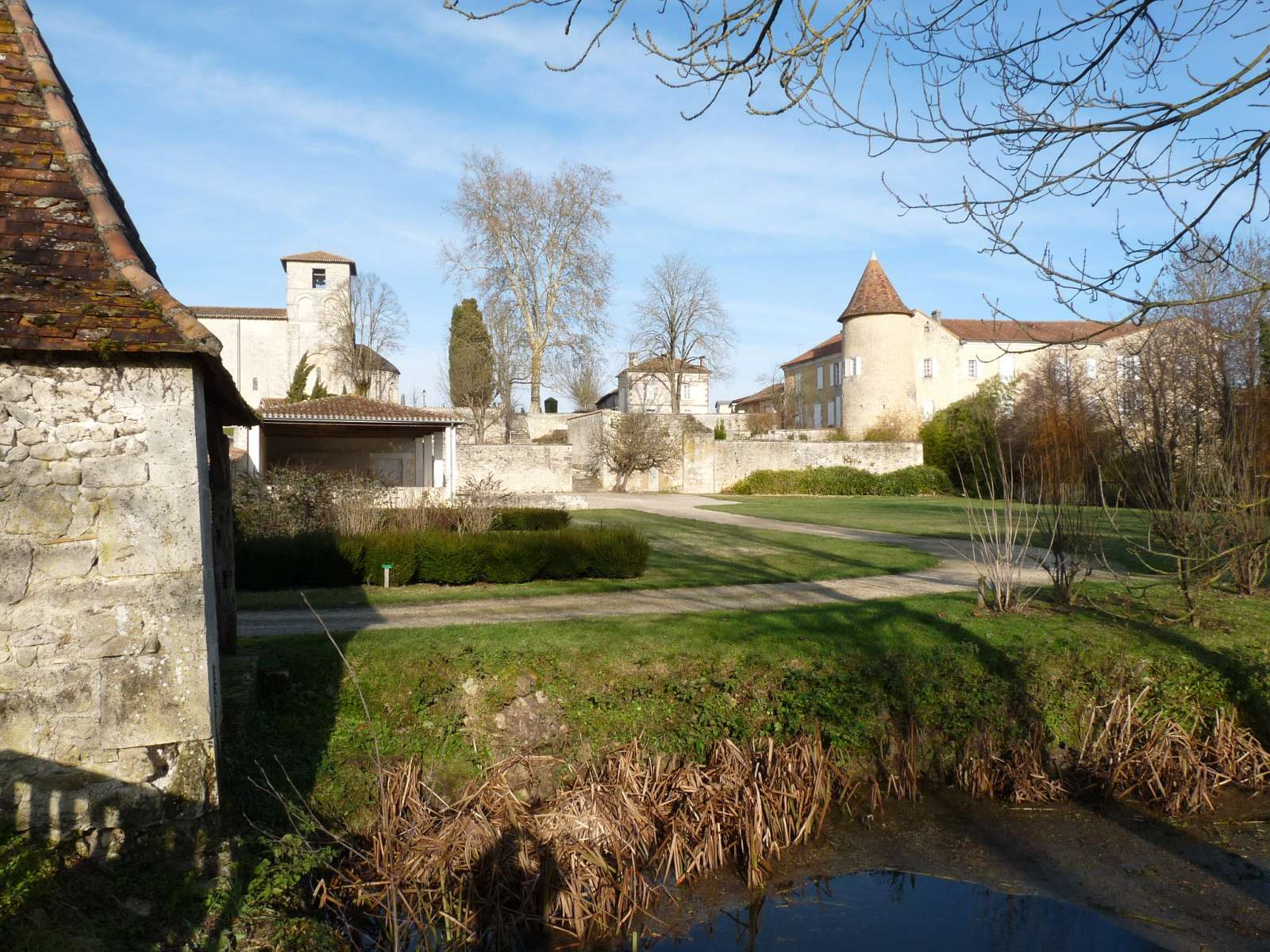

### Personnalités liées à la commune
- Le bienheureux Pierre-Louis de La Rochefoucauld-Bayers (1744–1792), né dans la commune, évêque de Saintes, martyr de la prison des Carmes.
- Docteur Léon Henri-Martin (1860-1943), préhistorien et archéologue ayant fouillé les sites préhistoriques de la Quina et du Roc de Sers, membre fondateur de la Société préhistorique française[44]

## Héraldique
Pour un article plus général, voir Armorial des communes de la Charente.
| Blason de Blanzaguet-Saint-Cybard | Blason  | Tiercé en pairle renversé: au 1 de gueules à deux clés d'or passées en sautoir et à une épée basse d'argent brochante, au 2 de sinople à un érable coupé de tenné feuillé d'or, au 3 d'argent à trois fasces ondées d'azur sur lesquelles sont brochantes trois corneilles de sable, becquées et membrées de gueules, mal ordonnées, celles de la pointe affrontées. |
| Blason de Blanzaguet-Saint-Cybard | Détails | Auteur(s)J.-F. Binon |